# Linotte du Yémen
Linaria yemenensis
Espèce
Statut de conservation UICN

 LC  : Préoccupation mineure
La Linotte du Yémen (Linaria yemenensis, anciennement Carduelis yemenensis) est une espèce de passereaux de la famille des Fringillidae.

## Distribution
Cet oiseau est endémique de la savane du Piémont arabe du sud-ouest (en) (monts Hedjaz et Assir).

## Habitat

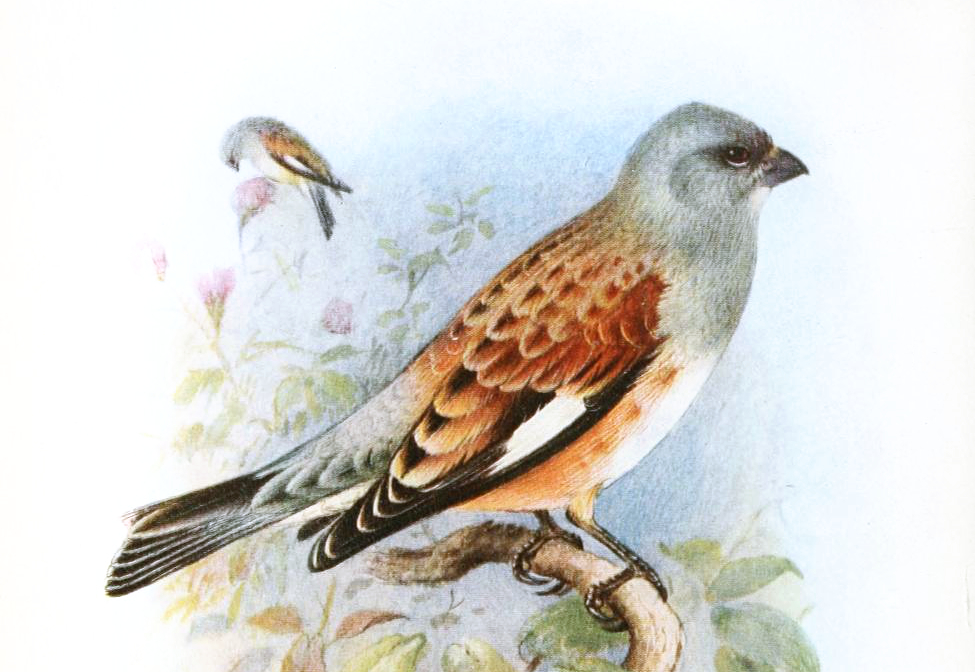
Linotte du Yémen par Henrik Grönvold

La linotte du Yémen fréquente les collines rocailleuses, les parois rocheuses et les éboulis parsemés d’une communauté végétale d’acacias, d’euphorbes, de rosiers et de plantes herbacées. Elle est très commune dans les formations de genévrier dans le sud-ouest de l’Arabie Saoudite, notamment à proximité de zones cultivées.

## Alimentation
Elle se nourrit essentiellement sur le sol mais elle grimpe aussi sur les tiges des plantes herbacées pour les rabattre au sol et prélever les graines sans dédaigner les buissons et d’autres plantes. En octobre et en novembre, elle glane surtout des graines de graminées mais aussi du buisson Plectranthus barbatus et de sorgho. Des graines de Rumex sp., polygonacée et d’Acyranthes sp., amarantacée ont également été répertoriées.
D’autres plantes ont été répertoriées, photos à l’appui, par Ottaviani (2011) : des gousses de Sysimbrium orientale, brassicacée et des particules d’Acacia origena, fabacée.

## Mœurs
La linotte du Yémen est très mobile, effectuant régulièrement des vols de 100 à 500 mètres pour se déplacer entre les sites de nourrissage et volant même parfois assez haut. Elle se perche souvent dans les buissons et les arbres. Hors saison de reproduction, elle forme des dortoirs communautaires bruyants et parfois des groupes mixtes avec le serin du Yémen Serinus menachensis (Bowden & Brooks 1987).

## Parade nuptiale
Bowden & Brooks (1987) ont observé un groupe d’au moins 12 oiseaux perchés dans un arbre et émettant un gazouillis en chœur qui s’arrêtait puis recommençait périodiquement. Une autre fois, deux mâles exécutaient une parade d’intimidation : ils chantaient dans le même buisson, les ailes partiellement relevées et légèrement agitées avec la queue à moitié déployée, exhibant le blanc des ailes et de la queue. Quand l’un d’eux s’envola en chantant vers un autre buisson, le second le suivit et ils recommencèrent leur parade. Quand une femelle apparut, l’un des mâles exécuta immédiatement un vol nuptial circulaire d’environ 20 m de diamètre sans cesser de chanter. Enfin, ils ont observé, à plusieurs reprises, un mâle poursuivant une femelle en vol tout en chantant à gorge déployée puis le mâle se percha à côté d’elle sur un buisson.

## Nidification
Les nids découverts consistent en un assemblage de radicelles et d’herbes fines, recouvert extérieurement de toiles d’araignées et tapissé intérieurement de duvet végétal de type coton. Le nid contient deux œufs blanc crème avec de petits motifs cannelle sur le gros pôle (Bowden & Brooks 1987).

## Statut
La plus grande menace est l’abattage des acacias qui fournit à l’espèce le couvert végétal, les postes de chant et surtout les emplacements pour les nids. Il semble y avoir peu de prédation de la part de l’homme mais il y a des captures car plusieurs oiseaux ont été vus en cage à Sana’a en 1985 (Bowden & Brooks 1987).